# Jean Courteaux
« Courteaux » redirige ici. Pour les articles homophones, voir Courtaud, Courteau, Courtot et Courto.
Jean Courteaux est un footballeur français né le 6 novembre 1926 à Dammartin-sur-Tigeaux (Seine-et-Marne) et mort le 11 août 2003 à Coulommiers. 
Il a joué ailier droit au RC Paris et à l'OGC Nice. 
Il a disputé un total de 116 matchs en Division 1 et 113 matchs en Division 2.

## Carrière de joueur
- RC Paris (1949-1950)
- OGC Nice (1950-1953)
- RC Paris (1953-1954)[2]

## Palmarès
- Vainqueur de la Coupe de France en 1952 (avec l'OGC Nice)
- Finaliste de la Coupe de France en 1950 (avec le RC Paris)
- Champion de France en 1951 et 1952 (avec l'OGC Nice)